# Голос (партия, Испания)
«Голос» (лат. Vox) — ультраправая национально-консервативная политическая партия Испании, основанная 17 декабря 2013 года бывшими членами Народной партии.

## История

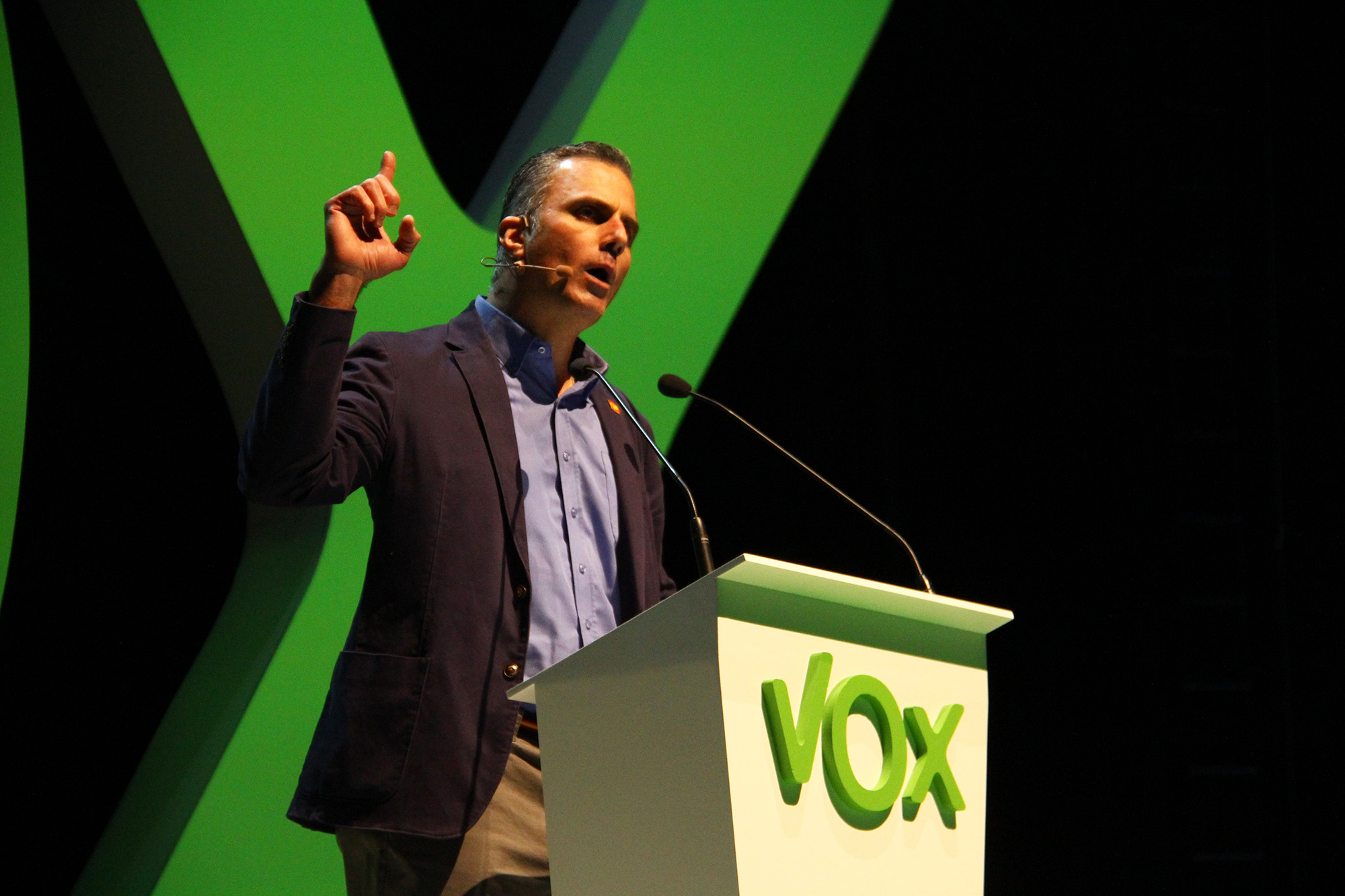
Выступление Хавьера Ортега Смита на съезде партии в 2018 году

Результаты партии на выборах в Европарламент в 2014 году

Партия была основана 17 декабря 2013 года и публично представлена на пресс-конференции в Мадриде 16 января 2014 года. Основателями стали бывшие члены Народной партии Испании. Причины этого раскола, по-видимому, заключаются в недовольстве тем, как правительство НП решало проблему насилия сепаратистской группировки ЭТА, недовольстве фискальной политикой и стремлении к более централизованному правительству в отличие от нынешней квази-федеральной политической системы «Государство автономий», введенной в 1978 году. Vox выступает против баскского и каталонского сепаратизма в целом.
Партия «Голос» впервые баллотировалась в Европарламент на выборах 2014 года, но ей не удалось получить мест.
В сентябре 2014 года партия избрала одного из основателей партии Сантьяго Абаскаля новым президентом, а ещё одного основателя Ивана Эспиноса де лос Монтероса — Генеральным секретарём. Также было избрано одиннадцать членов Национального исполнительного комитета.
Партия приняла участие в двух выборах в парламент, которые прошли 20 декабря 2015 года и 26 июня 2016 года, но не добилась значительного успеха, получив 58 114 (0.23 %) и 47 182 (0.20 %) голосов соответственно.
Осенью 2017 года число членов увеличилось на 20 % за 40 дней на фоне теракта в Барселоне и референдума за независимость Каталонии.
После каталонского референдума 2017 года и начала конституционного кризиса в Испании «Голос» решил не участвовать в каталонских региональных выборах 2017 года. После провозглашения независимости Каталонии партия подала в суд на парламент Каталонии и нескольких независимых политиков.
В 2018 году на выборах в Андалусии партия провела в региональный парламент 12 депутатов.
Приняв участие в парламентских выборах 28 апреля 2019 года, партия набрала 2 688 092 голосов (10,26 %) и впервые прошла в Конгресс депутатов Испании, получив 24 места.
На выборах в Европарламент 2019 года прошла в Европарламент.
10 ноября 2019 года прошли внеочередные парламентские выборы, где партия набрала 3 640 063 голосов (15,09 %), увеличив число мест в Конгрессе до 52.
В 2023 году 23 июля прошли досрочные парламентские выборы партия потеряла некоторую поддержку среди избирателей всего 3.032.253 (12,39 %).
29 июля 2025 года была признана экстремистской и запрещена 

## Идеология
Мы являемся голосом всех тех, у кого были родители на стороне националистов, и мы сопротивляемся необходимости извиняться за то, что сделали их семьи.— Президент Vox Сантьяго Абаскаль в 2019 году
«Голос» выступает против абортов и однополых браков, при этом стремится создать вместо однополых браков новый тип брачного союза. На данный момент партия имеет позиции, схожие с правым популизмом. Партия поддерживает антиисламизм, критикует мультикультурализм и иммиграцию мусульман в Испанию, но в то же время «Голос» выступает за миграцию из стран Латинской Америки с целью заселения Испании. Партия «Голос» — умеренные евроскептики, считающие, что Испания должна более жёстко отстаивать свои интересы перед евроструктурами. «Голос» выступает за унитарную Испанию, они предлагают ликвидировать автономные области Испании. Кроме того, они предлагают вернуть Гибралтар Испании.
Пол Престон отмечал (в 2022), что «Vox использует франкистскую риторику».